# Alessandro Stradella (Oper)
Alessandro Stradella ist eine romantische Oper in drei Akten von Friedrich von Flotow. Das Libretto verfasste Friedrich Wilhelm Riese unter dem Namen Wilhelm Friedrich. Das Werk erlebte seine Uraufführung am 30. Dezember 1844 im Stadttheater Hamburg.

## Handlung
Die Oper spielt in Italien um 1670.

### Erster Akt
Kleiner Platz in Venedig mit Bassis Villa
Der wohlhabende Venezianer Bassi hat sich in den Kopf gesetzt, sein hübsches Mündel Leonore zu heiraten. Morgen soll die Trauung stattfinden. Leonore aber ist davon alles andere als angetan, schwärmt sie doch für den berühmten Sänger Alessandro Stradella, und diese Liebe beruht auf Gegenseitigkeit. Weil Bassi davon Wind bekommen hat, lässt er alle Türen des Hauses bewachen, um Leonore jede Möglichkeit zur Flucht zu nehmen.
Glücklicherweise ist gerade Karneval. Dieser Umstand kommt Alessandro Stradella zugute. Unter dem Schutz einer Anzahl Maskierter gelingt es ihm, Leonore am Fenster ihres Zimmers eine Strickleiter zuzuwerfen, an der sie zu ihm in die Gondel steigen kann. Die beiden Verliebten tauchen im Rummel des Karnevalstreiben unter.

### Zweiter Akt
Stradellas Geburtsort bei Rom
Alessandro Stradella und Leonore haben Venedig den Rücken gekehrt und sind in ein Landhaus nahe bei Rom geflüchtet. Sie wollen heiraten und rüsten sich zur Hochzeit. Was die beiden nicht ahnen ist, dass Bassi herausbekommen hat, wohin sie geflohen sind. Er hat inzwischen die beiden Banditen Malvolino und Barbarino gedungen. Sie sollen Alessandro Stradella ermorden und Leonore wohlbehalten zu ihm zurückbringen.
Nach der Hochzeit gibt das Brautpaar ein rauschendes Fest. Auch Malvolino und Barbarino haben sich – verkleidet als Pilger – unter die Gäste gemischt. Als dann Alessandro Stradella die Romanze über den Maler Salvatore Rosa vorträgt, lassen die beiden Schurken ihren Plan, den Sänger zu töten, rasch wieder fallen. Die Macht der Musik hat die ganze Festgesellschaft zu rühren vermocht. Malvolino und Barbarino dürfen als Gäste im Landhaus bleiben.

### Dritter Akt
Vorhalle in Alessandro Stradellas Haus
Viele Tage hat Bassi vergeblich auf Nachricht vom Tod Stradellas gehofft. Des Wartens überdrüssig, hat er sich nun selbst auf den Weg gemacht, um nach dem Rechten zu sehen. Zornig muss er feststellen, dass die von ihm Gedungenen mittlerweile fast Freunde des verhassten Sängers geworden sind. Aber Bassi gibt nicht auf. Er verspricht den Ganoven eine dermaßen hohe Mordprämie, dass die beiden erneut schwach werden und Bassis Auftrag ausführen wollen.
Als Malvolino und Barbarino im Hinterhalt dem Sänger auflauern, beginnt dieser für das am folgenden Tag stattfindende Kirchenfest eine Hymne zu Ehren der Jungfrau Maria zu proben. Wieder verfehlen die göttlichen Töne Stradellas nicht ihre Wirkung: Die zwei Banditen fallen auf die Knie und geben sich Leonore und Alessandro als gedungene Mörder zu erkennen. Nun wird auch Bassi weich. Er bittet sein einstiges Mündel um Verzeihung und reicht dem einst Verhassten die Hand zur Freundschaft.

## Musik
Alessandro Stradella ist eine Oper im Stil der französischen Opéra-comique, anders als diese jedoch durchkomponiert. Zu der Aufführung bedarf es eines mittelgroßen Orchesters, ergänzt durch eine Harfe. Die Oper enthält viele einschmeichelnde Melodien. Die berühmteste Arie ist Stradellas Hymne an die Jungfrau Maria im dritten Akt, die bereits im Andante der Ouvertüre anklingt und dann in der orchestralen Einleitung zum dritten Akt erneut zu hören ist. Reizvoll ist auch das Duett der buffonesk angelegten Banditen Malvolino und Barbarino „An dem linken Strand des Tiber“, ebenfalls im zweiten Akt, sowie das Terzett „Ruhig, leise, stille, sacht“ im dritten Akt. Es sind zwei Balletteinlagen vorgesehen: eine Tarantella im ersten und ein Pas de deux im zweiten Akt.

### Instrumentation
Die Orchesterbesetzung der Oper enthält die folgenden Instrumente:
- Holzbläser: zwei Flöten (2. auch Piccolo), zwei Oboen, zwei Klarinetten, zwei Fagotte
- Blechbläser: vier Hörner, zwei Trompeten, drei Posaunen
- Pauken, Schlagzeug: große Trommel, Triangel, Rührtrommel
- Glocke in Es
- Harfe
- Streicher

## Werkgeschichte
Die Oper hat einen historischen Hintergrund. Sie behandelt einen Teil der abenteuerlichen Biografie des italienischen Komponisten Alessandro Stradella, der 1643 bis 1682 lebte und verschiedene Künstler zu Bühnenwerken inspiriert hat. Am 3. März 1837 brachte der französische Komponist Louis Niedermeyer in Paris die Oper Stradella heraus. Dieser folgte kurz darauf ein Vaudeville gleichen Namens von Pittaud de Forges und P. Dupont, das Friedrich Wilhelm Riese als Vorlage für sein Libretto diente.

## Tonträger
- Zwei CDs: Gala GL 100.733 – mit Werner Hollweg, Ferry Gruber, Richard Kogel, Helen Donath, Alexander Malta, Chor und Orchester des Bayerischen Rundfunks unter der Leitung von Heinz Wallberg.
- CDWiki